# Mèo hai màu mắt

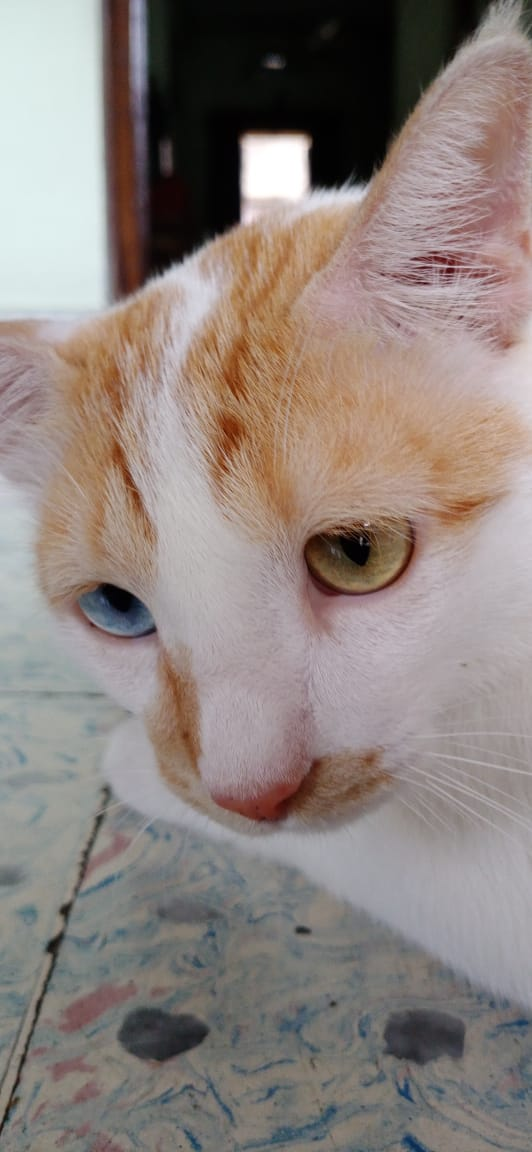
Odd Eyed Cat

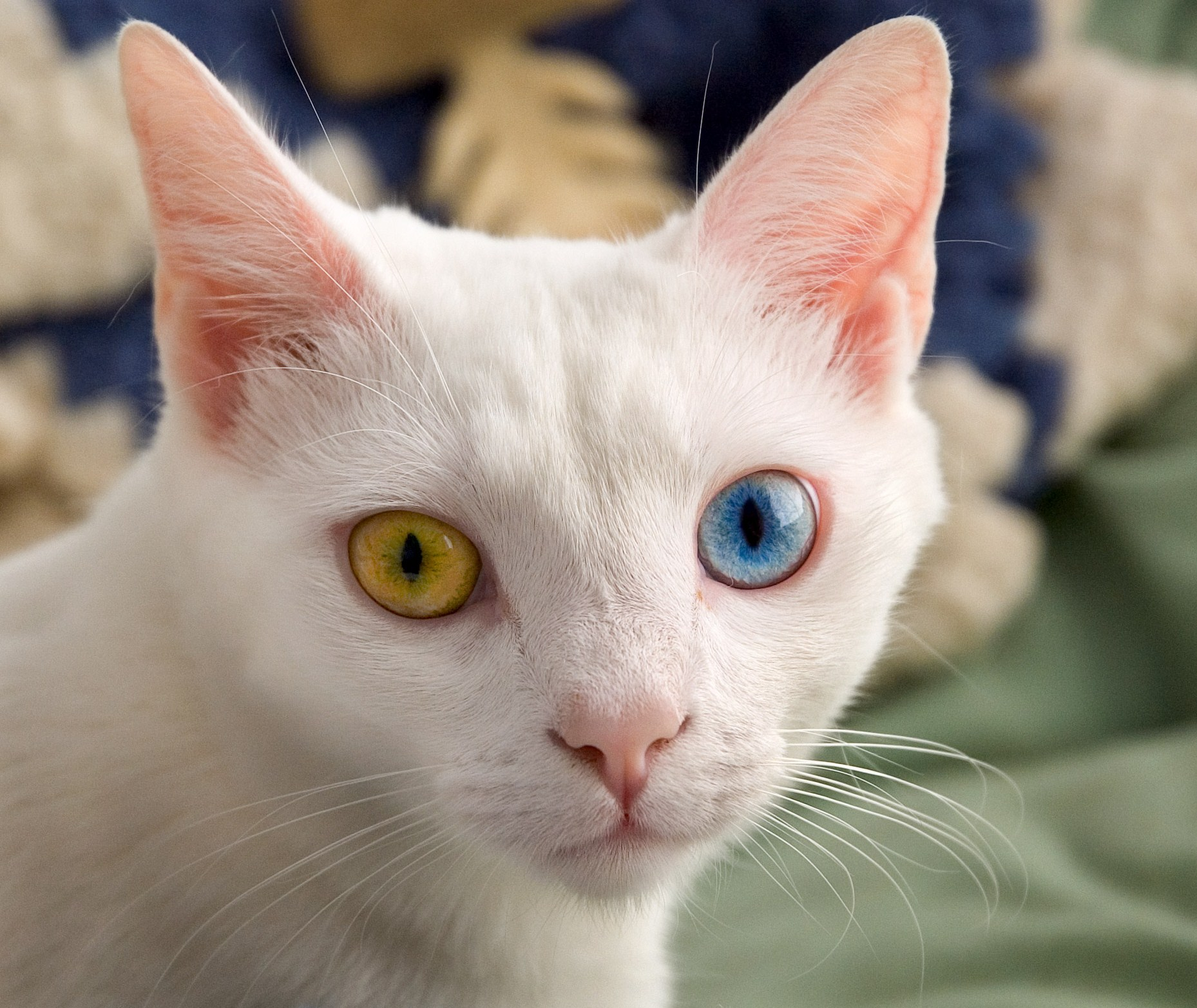
Một con mèo hai màu mắt điển hình

Mèo hai màu mắt là một con mèo với một mắt màu xanh và một mắt màu xanh lục, vàng hoặc nâu. Đây là một dạng tật dị sắc ở mắt của mèo, và tình trạng này cũng xảy ra ở một số động vật khác. Tình trạng này thường ảnh hưởng đến mèo có bộ lông màu trắng, nhưng có thể xảy ra ở các con mèo có bộ lông có màu bất kỳ, miễn là nó có gen đốm trắng.

## Nguyên nhân
Mèo có hai màu mắt được tạo nên khi gen trắng trội, hay nói cách khác lấn át gen, che giấu bất kỳ gen màu nào khác và biến một con mèo có bộ lông hoàn toàn trắng hoặc gen đốm trắng (là gen chịu trách nhiệm cho mèo nhị thể và mèo tuxedo) ngăn các hạt melanin (sắc tố) tiếp cận một mắt trong quá trình phát triển, dẫn đến một con mèo có một mắt xanh lam và một mắt xanh lục, vàng hoặc nâu. Tình trạng này hiếm khi xảy ra ở mèo thiếu cả gen màu trắng và gen đốm trắng.

## Mèo con
Giống với một số động vật có vú mới sinh, tất cả mèo đều có mắt xanh khi còn là mèo con, và màu sắc này có thể bị thay đổi khi còn nhỏ. Sự khác biệt về màu mắt của một con mèo hai màu mắt có thể không diễn ra cách rõ ràng. Mèo con có mắt có màu xanh lam khác sắc thái ở mỗi mắt. Màu sắc của mắt mèo hai màu mắt thay đổi trong khoảng thời gian theo tháng - ví dụ, từ xanh dương sang xanh lục sang vàng hoặc từ xanh lục sang xanh dương đến vàng - cho đến khi nó đạt đến màu cuối cùng, khi mèo trưởng thành.